# Pactisme

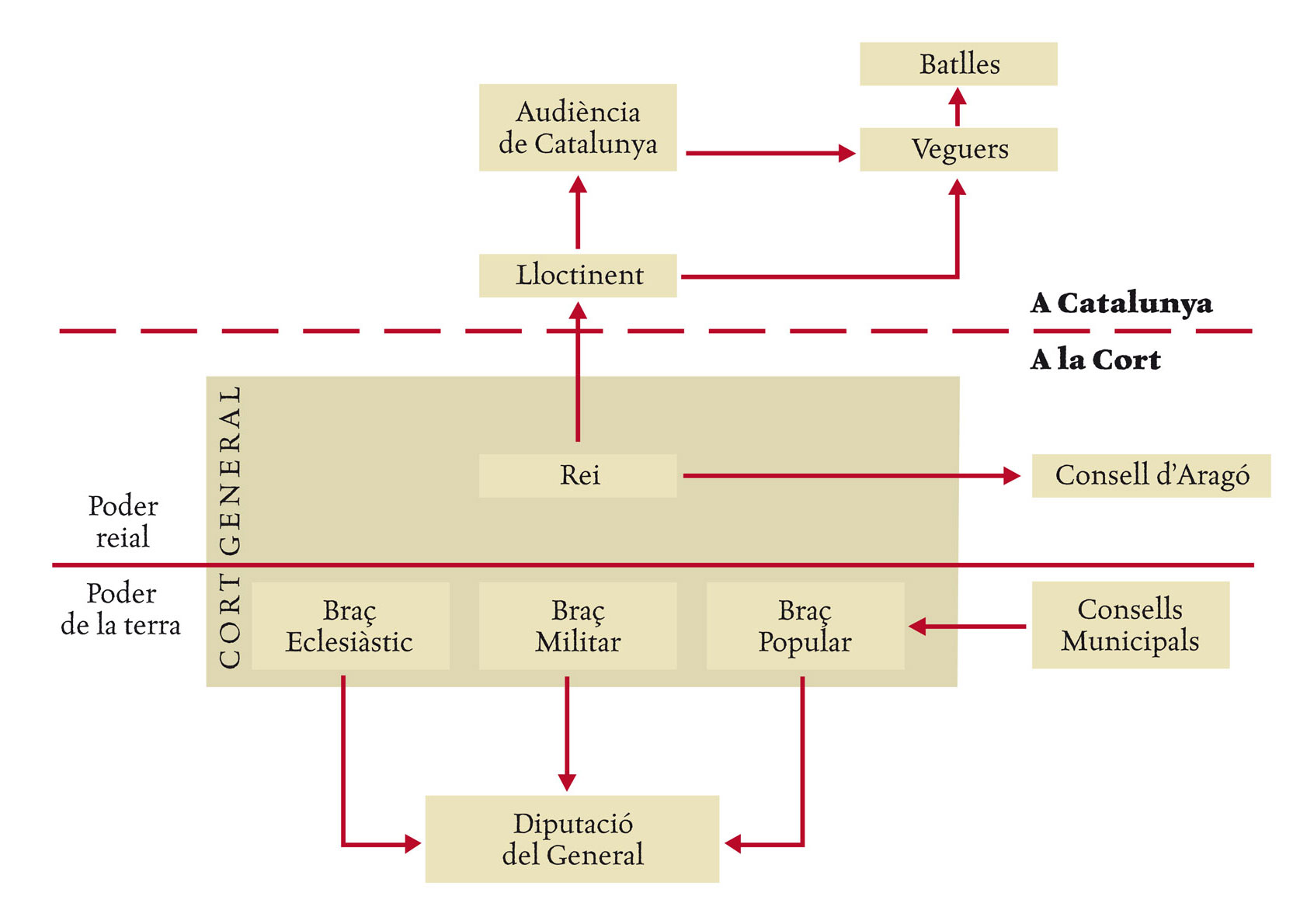
Esquema del sistema constitucional del Principat ja en època moderna.

El pactisme és un model de representació i participació política que sorgeix gradualment. És la fórmula de repartiment de la sobirania entre el rei d'Aragó i els braços que va caracteritzar la política constitucionalista de la Corona d'Aragó, durant l'Edat moderna de Catalunya. Es basa en la teoria contractualista del poder: el poder que té el rei és una cessió o delegació per part de qui tenia el poder originàriament, la república. Per tant, el rei ha de respectar les lleis del regne (furs, costums, privilegis, usatges) que al seu torn frenen el poder reial.
La noblesa i l'església varen ser els primers a exercir el pactisme amb el rei, però ja des del segle xiii s'hi van afegir les classes emergents ciutadanes, sobretot de Barcelona (ciutadans honrats). El pactisme va permetre limitar l'autoritarisme reial i equilibrar els interessos econòmics de noblesa, el clergat i la burgesia. El pactisme es desenvolupa a les corts catalanes, on estan representats els tres braços i no hi són representats ni camperols ni menestrals. Els tres braços van aprofitar els moments en què el rei necessitava el seu ajut monetari per forçar-lo a aprovar acords que reforçaven els seus privilegis.
El pactisme va desenvolupar-se a la Corona d'Aragó perquè hi havia institucions que asseguraven el seu compliment com la Constitució Poc valdria o de l'Observança. En les Corts de Tarassona, València i de Barcelona de 1283, convocades per Pere el Gran durant la Croada contra la Corona d'Aragó perpetrada pel rei de França, a fi de sol·licitar fons per a afrontar les despeses militars, el rei hagué d'acceptar nombroses peticions, que són la base del constitucionalisme català, aleshores sense precedents a Europa. Algunes de les concessions o privilegis foren:
- Convocar cort general cada any.
- Compartir amb les corts l'elaboració de les lleis. El dret és pactat entre el rei i les institucions del regne.
- Respectar els Usatges.
- Fer concessions en els impostos i reconèixer els privilegis de la noblesa, l'Església i els municipis.

Un altre pas cabdal en la consolidació del pactisme va ser la creació de la Diputació del General a les Corts de Barcelona-Vilafranca-Cervera (1358), durant el regnat de Pere el Cerimoniós. Aquest organisme va sorgir com una delegació permanent de les corts destinada a controlar l'actuació dels funcionaris reials en el cobrament d'impostos.